# حيرام بارتون
حيرام بارتون (بالإنجليزية: Hiram Barton)‏ هو سياسي أمريكي، ولد في 20 مايو 1810 في الولايات المتحدة، وتوفي في 10 فبراير 1880 في نفس البلد. حزبياً، نشط في حزب اليمين.